# Sociedad de responsabilidad limitada (España)
En España, una sociedad de responsabilidad limitada o sociedad limitada (designada formalmente con las siglas SL) es un tipo de sociedad mercantil, previsto en la normativa española, en la cual la responsabilidad está limitada al capital aportado (sociedad de capital), y por lo tanto, en el caso de que se contraigan deudas, no se responde con el patrimonio personal de los socios. Se encuentra regulada en el texto refundido de la Ley de Sociedades de Capital, aprobado por Real Decreto Legislativo 1/2010, de 2 de julio.
Las participaciones sociales no son equivalentes a las acciones de las sociedades anónimas, dado que existen obstáculos legales a su transmisión. Además, no tienen carácter de "valor" y no puede estar representada por medio de títulos o anotaciones en cuenta, siendo obligatoria su transmisión por medio de documento público que se inscribirá en el libro registro de socios. Se constituye en escritura pública y posterior inscripción en el registro mercantil, momento en el que adquiere personalidad jurídica.

## Estatutos
Estarán recogidos en escritura pública, que se deberá inscribir en el Registro Mercantil.
Los fundadores de una sociedad de responsabilidad limitada podrán optar por la constitución de la sociedad mediante escritura pública con estatutos tipo en formato estandarizado.

## Órganos de gestión y administración

### Junta general
La junta general o directorio es el órgano de deliberación y de decisión. Los asuntos que puede tratar la Junta son censuras de la gestión, la aprobación de las cuentas anuales, el nombramiento y destitución de los administradores y la modificación de los estatutos.
La convocatoria de la Junta General corresponde a los administradores, que lo harán dentro de los seis primeros meses de cada ejercicio social. La finalidad es censurar la gestión social, aprobar, en su caso, las cuentas del ejercicio anterior y resolver sobre la aplicación del resultado. Esta convocatoria es tan importante que de no hacerse podría realizarla el Juez de 1ª Instancia del domicilio social a instancia de cualquier socio.
También lo pueden hacer siempre que lo consideren necesario o en los plazos que determinen los estatutos.
Los administradores deberán convocar Junta General cuando así lo soliciten los socios que supongan un 5% del capital social.
Los administradores tienen la obligación de dar publicidad a la convocatoria de Junta, mediante anuncio publicado en el BORME y en uno de los diarios de mayor circulación en el término municipal en que esté situado el domicilio social.
Los estatutos podrán establecer, en sustitución del sistema anterior, que la convocatoria se realice mediante anuncio publicado en un determinado diario de circulación en el término municipal en que esté situado el domicilio social, o por cualquier procedimiento de comunicación, individual y escrita, que asegure la recepción del anuncio por todos los socios en el domicilio designado al efecto o en el que conste en el Libro registro de socios.
En el caso de socios que residan en el extranjero, los estatutos podrán prever que sólo serán individualmente convocados si hubieran designado un lugar del territorio nacional para notificaciones.
Entre convocatoria y celebración de la Junta General debe haber una antelación mínima de 15 días.
Junta Universal: La Junta General queda válidamente constituida con carácter de "Universal". Es decir, que estando presente de todo el capital se decida por unanimidad la celebración de la reunión y el orden del día de la misma. Lo cual todo tiene que ser cumplido con lo establecido.

### Administradores
La administración se puede confiar a un solo administrador (administrador único), a dos administradores (solidarios o mancomunados) o a un Consejo de Administración (tres o más administradores). En el caso de que haya dos administradores, éstos serían solidarios si bastara con la actuación de uno de ellos para llevarse a cabo cualquier gestión. Si, por el contrario, es necesaria la actuación de ambos, se habla de administradores mancomunados. El Consejo de Administración podrá delegar todo o algunas de sus facultades en uno o varios de sus miembros, que tomará la denominación de Consejero Delegado, debiéndose determinar el modo y limitaciones en que se ejercerán esas facultades.
Los administradores deben cumplir una serie de requisitos:
- No podrán dedicarse, por cuenta ajena, al mismo género de comercio que constituya el objeto de la sociedad, salvo aprobación de la Junta General.
- Ejercerán el cargo durante el período de tiempo que se señale en los estatutos (que podrá ser indefinido) y podrán ser destituidos en cualquier momento por la Junta General, incluso aunque este punto no estuviese incluido en el orden del día.
- Para llevar a cabo las cuentas anuales deberán seguir las normas de las sociedades de responsabilidad limitada.
- No es necesario que sean socios de la empresa, aunque los estatutos podrán establecer lo contrario, incluso otra serie de requisitos.

## Derechos de los socios
Cada uno de los socios de una sociedad limitada tiene una serie de derechos. Entre ellos se encuentran los siguientes:
- Derecho a participar en el reparto de beneficios y en el patrimonio de la sociedad en caso de liquidación.
- Derecho de tanteo en la adquisición de las participaciones de los socios salientes.
- Derecho a participar en las decisiones sociales y a ser elegidos como administradores.
- Derecho de información en los períodos establecidos en las escrituras.
- Derecho de obtener información sobre los datos contables de la Sociedad.

## Especialidades

### Sociedad limitada de formación sucesiva
La Sociedad Limitada de Formación Sucesiva es un nuevo tipo de personalidad jurídica sujeto a una legislación prácticamente igual a la de la sociedad de responsabilidad limitada salvo una excepción: no es necesario aportar un capital social mínimo. De esta forma se facilita la creación de empleo y nuevas empresas dado que no hay que desembolsar capital.
Las principales características de esta nueva forma jurídica son:
- Abaratamiento del coste inicial de constitución de una empresa.
- Endurecimiento del deber de dotación de reserva legal, siempre el 20% de los beneficios obtenidos mientras que en la S.L. es el 10% .
- Prohibición de reparto de beneficios hasta que no se alcancen 1800 euros en el patrimonio neto y con la condición de que no se baje de esa cantidad tras el reparto.
- Responsabilidad solidaria: en caso de impago de deudas se podrá reclamar hasta 3000 euros a cualquiera de los socios.
- Se limita la retribución anual de socios y administradores ya que no podrá superar el 20% del patrimonio neto de la Pyme, excepto trabajadores por cuenta ajena

### Sociedad limitada unipersonal
En la legislación española se aceptan las sociedades limitadas unipersonales (SLUs), conservando el socio único la limitación de responsabilidad frente a terceros, siempre y cuando cumpla unos requisitos formales ("declaración de unipersonalidad" que ha de ser inscrita en el Registro Mercantil, llevanza del "libro de contratos con el socio único").
También hay que decir que las decisiones que se tomen personalmente en la sociedad de responsabilidad limitada son consecuencia y responsabilidad del socio que las ha tomado, siempre y cuando no dañe a la empresa.

### Sociedad limitada laboral
La SLL es un tipo de sociedad limitada, donde el impuesto social sobre la persona jurídica según las leyes españolas se reduce de un 30% a un 25%, al ser estas sociedades con una base social de ayuda. Este tipo de figura jurídica debe cumplir con las mismas obligaciones que una sociedad limitada, además de que solo el 25% de los trabajadores pueden ser trabajadores sin participaciones sociales de la misma, es decir, trabajar sin ser socio o dueño de la sociedad.
Por ello, además los organismos oficiales se inclinan más por la creación de este tipo de sociedades, incentivándolas con mayor número de subvenciones, ayudas y ventajas fiscales

### Sociedad limitada nueva empresa
La sociedad limitada nueva empresa es un tipo de sociedad mercantil española, creada en el año 2003 para facilitar la constitución de las sociedades que cumplan una serie de requisitos.

## Regulación
El Real Decreto Legislativo 4/2004, de 5 de marzo, por el que se aprueba el texto refundido de la Ley del Impuesto sobre Sociedades, establece (en su capítulo XII) que las S. R. L. de reducida dimensión a efectos fiscales (aquellas cuyo Importe Neto de la Cifra de Negocios - INCN - habida en el periodo impositivo inmediato anterior sea inferior a 10 millones de euros)  tributan por dicho impuesto a un 30% hasta 120.202,41 euros de beneficios y a un 35% lo que exceda dicha cantidad. Por otro lado, la Orden JUS/3185/2010, de 9 de diciembre, aprueba los Estatutos-tipo de las sociedades de responsabilidad limitada.
Por otro lado, para la constitución y puesta en marcha de Sociedades de Responsabilidad Limitada se ha creado el Documento Único Electrónico (DUE), que contiene la todos los datos referentes a la Sociedad de Responsabilidad Limitada que, de acuerdo con la legislación aplicable, deben remitirse a los registros jurídicos y las Administraciones públicas competentes para la constitución de la sociedad y para el cumplimiento de las obligaciones en materia tributaria y de seguridad social inherentes al inicio de su actividad.